# Timothy Creamer
Timothy "TJ" Creamer (nascut el 15 de novembre de 1959) és un astronauta de la NASA i Coronel de l'Exèrcit dels Estats Units. Creamer va néixer a Fort Huachuca a l'estat d'Arizona, però considera Upper Marlboro a l'estat de Maryland com a la seva ciutat natal. Està casat amb Margaret E. Hammer amb qui té dos fills.